# Alacahan, Kangal
Alacahan là một thị trấn thuộc huyện Kangal, tỉnh Sivas, Thổ Nhĩ Kỳ. Dân số thời điểm năm 2011 là 1.722 người.